# Segle VII
El segle VII és el període que va des de l'any 601 fins al 700 i està marcat per l'expansió de l'islam, que va provocar la redefinició política i territorial del món medieval. La nova religió va ser fundada i codificada per Mahoma a partir de l'any 622.

## Política
El segle està marcat per l'adveniment i puixança de l'islam, que des del primer moment es forma com una unió cultural, política i religiosa. Des de l'hègira el 622 i el nomenament del primer califa, Abu-Bakr as-Siddiq, els musulmans inicien una expansió territorial que els porta a entrar en guerra amb altres potències. Primerament dominen l'Orient Mitjà, on topen amb els romans d'Orient i s'inicien les guerres arabo-romanes. Una batalla destacada és la batalla del Yarmuk, el 636, que prova el poder dels nous amos de la regió. Posteriorment s'expandeixen cap al Magrib, on destrueixen de manera definitiva Cartago. En paral·lel, absorbeixen i posen fi a l'Imperi sassànida. Els musulmans, però, van estar desunits des de l'inici per motius teològics i polítics, com prova la primera fitna o Guerra civil islàmica el 656 i la segona el 683, que van donar peu a diferents califats i branques religioses.
A Europa, l'Imperi Romà d'Orient continua mantenint l'hegemonia, especialment gràcies al geni militar d'Heracli, que derrota els perses. Però dins de les seves fronteres, als Balcans i rodalia, comencen a instal·lar-se un seguit de pobles que esdevindran estats independents en el futur: els serbis, els croats, els eslovacs i sobretot els búlgars, encapçalats pel seu rei Asparukh Khan. Aquests nous habitants posen sovint en problemes els romans d'Orient. A l'oest del continent, es manté el domini franc amb Pipí de Landen, i visigòtic (a la península Ibèrica).
A l'Àsia, es dona l'inici de la poderosa dinastia Tang a la Xina i la unificació del Tibet, mentre que a Amèrica es desenvolupen diverses cultures precolombines: es viu l'apogeu de la civilització maia al centre del continent, el desenvolupament de les tribus hopewell al nord i els huaris al sud. El saqueig i incendi de Teotihuacan marca un canvi d'era.

## Economia i societat
La societat del segle vii és rural i agrícola. La població depèn del clima, que afecta les collites, de les guerres per redefinir fronteres i de les epidèmies periòdiques (durant aquest període arriba la verola a Europa, i hi causa estralls). Les rutes comercials continuen sent les de segles anteriors i l'economia combina l'intercanvi amb les monedes encunyades pels líders de cada zona. A la Xina s'emet el primer bitllet de banc.
Els mercaders àrabs arriben fins a la Xina i a l'àrea del llac Txad.

## Invents i descobriments
Brahmagupta fa les aportacions que donen inici a l'era de la matemàtica clàssica índia. Destaquen les seves obres sobre com operar amb el zero, tractat com qualsevol altre nombre. En geometria, va encunyar l'anomenada fórmula de Brahmagupta i va fer aportacions rellevants en astronomia.
Destaquen dos invents que canviaran la manera de fer la guerra: l'estrep, introduït a Pèrsia, que permet assolir més velocitat a la cavalleria, i el foc grec inventat a Bizanci, que dona més pes a les batalles navals.
Al Japó s'introdueix el kemari, un joc de pilota que es considera un dels avantpassats del futbol.

## Art, cultura i pensament
El segle vii és cabdal per a la religió. D'una banda, es delimiten més clarament els límits del budisme, amb els viatges de Xuan Zang, i deriva en altres cultes com el shugendo, una religió sincrètica inspirada en el budisme, el daoisme i el xintoisme. D'altra banda, sorgeix l'islam i es redacta l'Alcorà, amb totes les interpretacions posteriors i el diàleg o controvèrsia amb les altres religions monoteistes. A vegades, aquests escrits topen amb la doctrina anterior, i en part així s'explica la segona destrucció de la biblioteca d'Alexandria. Els cultes germànics perviuen, com proven els vaixells funeraris de Sutton Hoo, però només a nivell popular o sota el domini del cristianisme.
La cultura europea continua basant-se en la grecollatina, que es recopila als monestirs. Destaca la publicació de les Etimologies d'Isidor de Sevilla, una autèntica enciclopèdia medieval que assolí gran difusió. Aquesta cultura s'escriu en llatí, amb excepcions, com la poesia primerenca en anglès sota el guiatge del primer autor anglosaxó conegut, Cædmon. El gènere que més domina són les cròniques, com la romana d'Orient Chronicon Paschale o l'Origo gentis Langobardorum, per explicar el passat dels regnes que s'estaven assentant i legitimar-los amb gestes mítiques.
En l'art, destaca la irrupció de l'arquitectura islàmica. Algunes de les seves fites destacades són la gran mesquita de Kairuan i la cúpula de la Roca a Jerusalem, que fa que aquesta ciutat sigui considerada santa per a tres grans religions monoteistes i contínua font de conflictes posteriors. De la mateixa època, són algunes de les pagodes xineses més antigues.